# Esencial (álbum de Los Ratones Paranoicos)
Esencial es un álbum recopilatorio de la banda de rock argentina Los Ratones Paranoicos, editado en 1999 por RCA/BMG Argentina.
Esta selección incluye temas de sus primeros tres discos con Del Cielito Records.

## Lista de canciones
1. «Sedan» (3:45)
2. «Pesado Burdel» (2:32)
3. «Caballos de Noche» (2:36)
4. «El Reflejo» (4:35)
5. «Rock del Gato» (3:02)
6. «Sucio Gas» (3:02)
7. «Carol» (3:03)
8. «El Hada Violada» (3:02)
9. «Sucia Estrella» (3:23)
10. «Una Noche No Hace Mal» (3:51)
11. «Lluvia de Héroes» (2:55)
12. «Autocine» (3:03)
13. «Hay Sábados» (3:55)
14. «Descerebrado» (3:45)